# Urraca Lourenço da Cunha
D. Urraca Lourenço da Cunha (? - Braga, dezembro de 1269) foi alcaidessa do Castelo de Santarém e instituidora de um vínculo no ano de 1269, que perduraria até à extinção dos morgadios em Portugal..

## Biografia
Era filha do cavaleiro medieval Lourenço Fernandes da Cunha, senhor de Cunha-a-Velha, com D. Maria Lourenço de Maceira, e irmã do senhor de Tábua, tendo pertencido, assim, a uma poderosa família da nobreza medieval, os Cunhas.
Foi casada com Martim Martins Dade, alcaide-mór do Castelo de Santarém que - juntamente com outro irmão de Urraca, Egas Lourenço da Cunha - se destacou como comandante militar na chamada conquista do Algarve, no ano de 1249.
Do seu casamento não ficou geração que subsistisse, pois D. Urraca, no seu testamento, não nomeia nenhum filho.
No final do ano de 1269, instituiu um vínculo para uma capela da Sé de Braga, a de São Bento, que tinha os respectivos bens (propriedades fundiárias) em Santarém e na Golegã e incluía ainda várias casas em Braga; o encargo pio do vínculo era a celebração de uma missa nessa capela, "até o fim dos tempos". 
Embora seu pai tenha escrito um dos primeiros documentos em língua portuguesa, a chamada "Notícia de Torto", o testamento de D. Urraca foi redigido em latim, e teve por testamenteiro o seu sobrinho, frei Geraldo Domingues da Cunha, então conselheiro régio e depois bispo do Porto (1300 - 1308), de Placência (1308 - 1314) e de Évora (1314 - 1321). O texto do testamento estipulava que a administração dos rendimentos do vínculo, e o encargo de celebração de missa diária, seriam da responsabilidade do sobrinho Frei Geraldo e de outro irmão (primogênito) da instituidora, D. Gomes Lourenço da Cunha, padrinho do rei D. Dinis.
Segundo a cláusula sucessória do vínculo, depois do falecimento do irmão Gomes Lourenço a respectiva administração passaria para o parente mais próximo deste, e assim sucessivamente, sem que nenhuma das propriedades pudesse ser jamais alienada.

## O vínculo-capela de D. Urraca (1269 - 1863)
Na segunda metade do século XVI, era administrador do vínculo (em sucessão a seu pai) o fidalgo da casa real e morgado de Parada (em Guilhabreu), Vicente Novais da Cunha (Porto, 1504 - Porto, Rua das Flores, 20.06.1596), na sua qualidade de parente mais próximo, na época, de D. Gomes Lourenço da Cunha (o primogénito da linhagem dos Cunhas, no final do século XIII). 
Vicente Novais casou, a 11.09.1551, com D. Branca da Silva, da casa dos senhores de Angeja, com geração; e a sucessão no vínculo de D. Urraca passaria para uma das suas filhas, D. Brites da Silva (c. 1552 - 18.12.1620).
D. Brites da Silva viria a casar, em 18.03.1570, com D. Francisco de Ataíde de Azevedo (c. 1550 - 11.05.1619), senhor das honras de Barbosa e Ataíde - e irmão do mártir jesuíta, Beato Inácio de Azevedo e do 20.º vice-rei da Índia, D. Jerónimo de Azevedo.
A administração do vínculo de D. Urraca, e respectivas propriedades, passou em seguida para os descendentes deste casal (família Ataíde Azevedo e Brito Malafaia, senhores de Barbosa e Ataíde) e neles permaneceria até à extinção final dos morgadios, no ano de 1863. 
Pelo que este morgadio-capela, instituído no século XIII e representando a linha de sucessão primogénita da linhagem dos Cunhas, perdurou por um total de 594 anos. 